# Consenso científico
Consenso científico é o julgamento, posição e opinião colectivas da comunidade científica num campo particular da ciência num dado tempo. Consenso científico não é por si só um argumento científico, e não faz parte do método científico. No entanto, o conteúdo do consenso pode, por ele mesmo, ser baseado tanto em argumentos científicos como no próprio método.